# Jeong Hae-sang
Jeong Hae-sang (født 1. juni 1971) er en sydkoreansk fodbolddommer, som dømmer i den liga. Han blev FIFA-dommer i 1984, og dømmer som linjedommer. Han har dømt et VM i fodbold i, 2010 hvor han var linjedommer for Yuichi Nishimura fra Japan.
| Biografi | Spire Denne biografi om en fodbolddommer er en spire som bør udbygges. Du er velkommen til at hjælpe Wikipedia ved at udvide den. |